# PGC 3528
LEDA/PGC 3528, auch UGC 608, ist eine Balken-Spiralgalaxie vom Hubble-Typ SBdm im Sternbild Andromeda am Nordsternhimmel. Sie ist rund 131 Millionen Lichtjahre von der Milchstraße entfernt und hat einen Durchmesser von etwa 80.000 Lichtjahren. Gemeinsam mit IC 65 und PGC 3603 bildet sie die kleine IC 65-Gruppe oder LGG 16.
Im selben Himmelsareal befinden sich unter anderem die Galaxien PGC 138291, PGC 2300966, PGC 2309967, PGC 2306580.